# Liste des maires de Senlis (Oise)
Cet article dresse une liste par ordre de mandat des maires de Senlis.

## Liste des maires

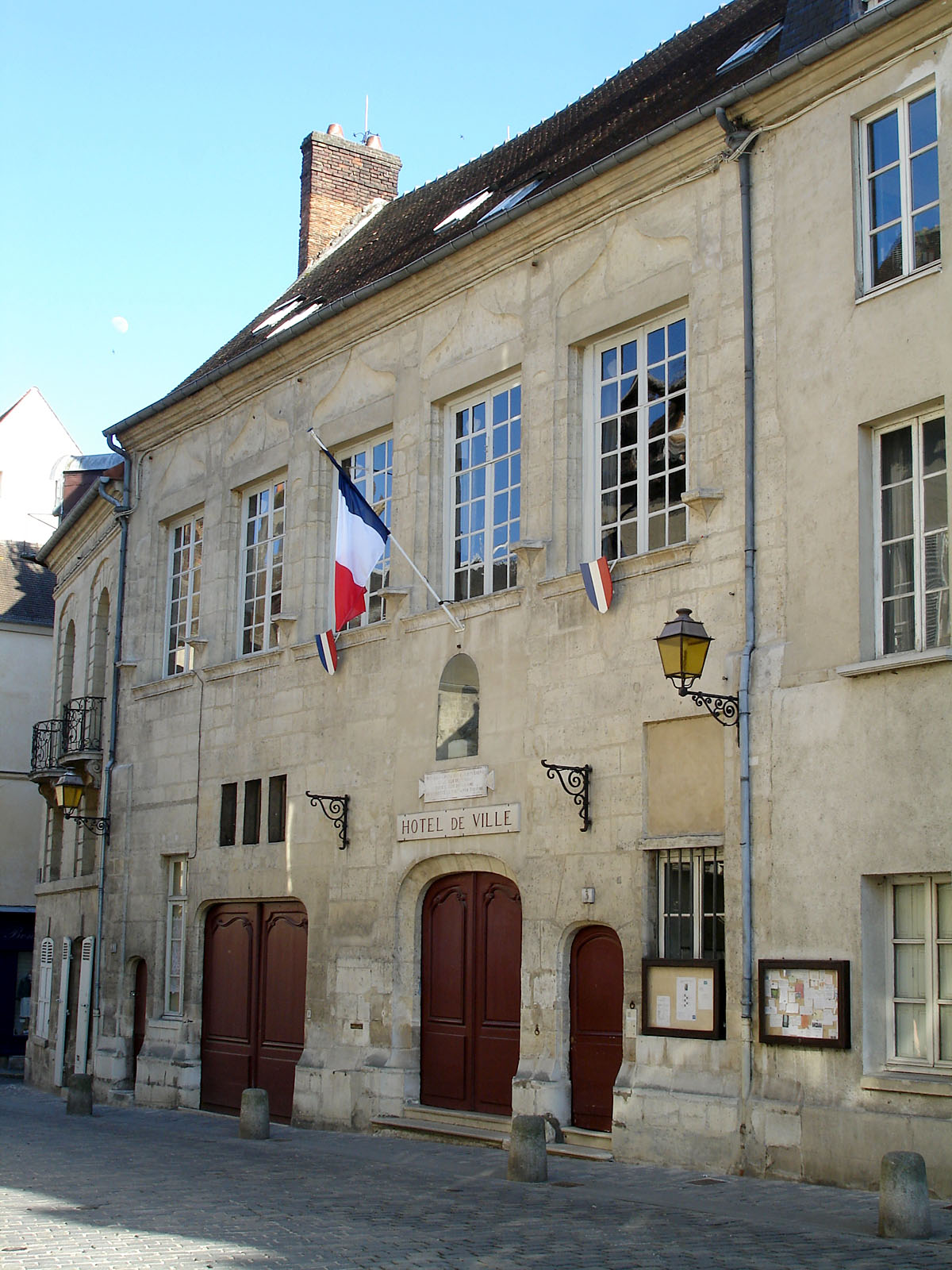
L'hôtel de ville de Senlis.

| Période                                  | Période | Identité                             | Étiquette | Qualité              |
| ---------------------------------------- | ------- | ------------------------------------ | --------- | -------------------- |
| Les données manquantes sont à compléter. |         |                                      |           |                      |
| 1693                                     | 1694    | Claude David                         |           |                      |
| 1694                                     | 1714    | Charles Truyart de Chantereine       |           |                      |
| 1714                                     | 1731    | Jean-Baptiste Truyart de Chantereine |           |                      |
| 1735                                     | 1738    | Jean-Baptiste Lenoir                 |           |                      |
| 1749                                     | 1753    | Philippe Laurens                     |           |                      |
| 1753                                     | 1755    | Pierre Clément Roze                  |           |                      |
| 1755                                     | 1757    | Louis Buhot                          |           |                      |
| 1757                                     | 1761    | François Antoine Desmarest           |           |                      |
| 1761                                     | 1763    | Nicolas François Roze de Beaupré     |           |                      |
| 1763                                     | 1768    | Pierre Joseph Samson Bosquillon      |           |                      |
| 1768                                     | 1771    | Jean-Baptiste de Junquières          |           |                      |
| 1771                                     | 1773    | François Antoine Desmarest           |           |                      |
| 1773                                     | 1775    | Nicolas François Brusle de Presle    |           |                      |
| 1775                                     | 1777    | Jacques Panphile Boulost de Boileau  |           |                      |
| 1777                                     | 1790    | Charles-Christophe Leblanc           |           | député du tiers état |

| Période        | Période       | Identité                           | Étiquette    | Qualité |
| -------------- | ------------- | ---------------------------------- | ------------ | --- |
| 1790           | 1792          | Paul Deslandes                     |              | Lieutenant-général de police |
| 1792           | 1792          | Jacques Delaporte                  |              | |
| 1792           | 1793          | Pierre Berton                      |              | |
| 1793           | 1793          | Louis Chailly                      |              | |
| an II (1793)   | an II (1793)  | Denis Tremblay                     |              | |
| an VIII (1799) | an XII (1803) | Michel Aulas de la Bruyère         |              | |
| an XII (1799)  | 1815          | Jacques Pommeret                   |              | |
| 1815           | 1815          | Jean Boitel                        |              | |
| 1815           | 1815          | Victor Turquet                     |              | |
| 1815           | 1817          | Jacques Pommeret                   |              | |
| 1817           | 1830          | Mie. François Laurens de Waru      |              | |
| 1830           | 1837          | Charles Vatin                      |              | |
| 1837           | 1843          | Jean Odent                         |              | |
| 1843           | 1848          | Louis Dufay                        |              | Conseiller d'arrondissement du canton de Crépy-en-Valois en 1845                                                                           |
| 1848           | 1848          | Félix Vernois                      |              | |
| 1848           | 1861          | Auguste Robert Guibourg            |              | Chevalier de la Légion d'honneur |
| 1861           | 1868          | Victor Chartier                    |              | |
| 1868           | 1869          | Henri Victor Turquet               |              | |
| 1869           | 1878          | Henri Odent                        |              | |
| 1878           | 1888          | François Séraphin Casimir Fontaine |              | |
| 1888           | 1896          | Pierre Gagny                       |              | |
| 1896           | 1912          | André Laurens de Waru              |              | |
| 1912           | 1914          | Eugène Odent                       |              | Fils d'Henri Odent, propriétaire Chevalier de la Légion d’honneur à titre posthume Fusillé en fonction comme otage par l'occupant allemand |
| 1914           | 1919          | Gaston de Parseval                 |              | |
| 1919           | 1930          | Louis Escavy                       |              | |
| 1930           | 1941          | Félix Louat                        |              | |
| 1941           | 1941          | Étienne Audibert                   |              | Président d'EDF (1947 → 1949) |
| 1941           | 1944          | Lucien Chastaing                   |              | |
| 1944           | 1945          | Eugène Gazeau                      |              | |
| 1945           | 1946          | Étienne Audibert                   |              | Président d'EDF (1947 → 1949) |
| 1946           | 1953          | Eugène Gazeau                      |              | |
| 1953           | 1959          | Jean Davidsen                      |              | |
| 1959           | 1964          | Jean Fretay                        |              | |
| 1964           | 1971          | Yves Carlier                       |              | |
| 1971           | 1974          | Jean-Émile Reymond                 |              | Ministre d'État (Monaco) (1963 → 1966) |
| 1974           | 2008          | Arthur Dehaine                     | RPR puis UMP | Député (1976 → 1981 et 1986 → 2002) |
| 2008           | 2010          | Jean-Christophe Canter             | UMP          | Patron de presse Démissionnaire |
| janvier 2011   | en cours      | Pascale Loiseleur                  | DVD          | Présidente de la CC des Trois Forêts (2014 → 2016) Réélue pour le mandat 2014-2020 Réélue pour le mandat 2020-2026,                        |